# Singaporese hockeyploeg (vrouwen)
De  Singaporese hockeyploeg  voor vrouwen is de nationale ploeg die Singapore vertegenwoordigt tijdens interlands in het hockey.
Het team kon zich zesmaal kwalificeren voor een internationaal kampioenschap: op het  Aziatisch kampioenschap van 1981 en op het  Aziatisch kampioenschap van 1985 eindigden ze op de vierde plaats, het beste resultaat ooit. 

## Erelijst Singaporese hockeyploeg
| Jaar | Champions Trophy | Aziatisch kampioenschap | Olympische Spelen | Wereldkampioenschap    | Hockey World League Hockey Pro League |
| ---- | ---------------- | ----------------------- | ----------------- | ---------------------- | ------------------------------------- |
| 1971 |                  |                         |                   | geen deelname IFWHA WK |                                       |
| 1972 |                  |                         |                   | geen deelname          |                                       |
| 1974 |                  |                         |                   | geen deelname          |                                       |
| 1975 |                  |                         |                   | geen deelname IFWHA WK |                                       |
| 1976 |                  |                         |                   | geen deelname          |                                       |
| 1978 |                  |                         |                   | geen deelname          |                                       |
| 1979 |                  |                         |                   | geen deelname IFWHA WK |                                       |
| 1980 |                  |                         | geen deelname     |                        |                                       |
| 1981 |                  | 4e AC 1981 Kyoto        |                   | geen deelname          |                                       |
| 1983 |                  |                         |                   | geen deelname          |                                       |
| 1984 |                  |                         | geen deelname     |                        |                                       |
| 1985 |                  | 4e AC 1985 Seoel        |                   |                        |                                       |
| 1986 |                  |                         |                   | geen deelname          |                                       |
| 1987 | geen deelname    |                         |                   |                        |                                       |
| 1988 |                  |                         | geen deelname     |                        |                                       |
| 1989 | geen deelname    | geen deelname           |                   |                        |                                       |
| 1990 |                  |                         |                   | geen deelname          |                                       |
| 1991 | geen deelname    |                         |                   |                        |                                       |
| 1992 |                  |                         | geen deelname     |                        |                                       |
| 1993 | geen deelname    | 6e AC 1993 Hiroshima    |                   |                        |                                       |
| 1994 |                  |                         |                   | geen deelname          |                                       |
| 1995 | geen deelname    |                         |                   |                        |                                       |
| 1996 |                  |                         | geen deelname     |                        |                                       |
| 1997 | geen deelname    |                         |                   |                        |                                       |
| 1998 |                  |                         |                   | geen deelname          |                                       |
| 1999 | geen deelname    | geen deelname           |                   |                        |                                       |
| 2000 | geen deelname    |                         | geen deelname     |                        |                                       |
| 2001 | geen deelname    |                         |                   |                        |                                       |
| 2002 | geen deelname    |                         |                   | geen deelname          |                                       |
| 2003 | geen deelname    |                         |                   |                        |                                       |
| 2004 | geen deelname    | 7e AC 2004 New Delhi    | geen deelname     |                        |                                       |
| 2005 | geen deelname    |                         |                   |                        |                                       |
| 2006 | geen deelname    |                         |                   | geen deelname          |                                       |
| 2007 | geen deelname    | 9e AC 2007 Hongkong     |                   |                        |                                       |
| 2008 | geen deelname    |                         | geen deelname     |                        |                                       |
| 2009 | geen deelname    | 8e AC 2009 Bangkok      |                   |                        |                                       |
| 2010 | geen deelname    |                         |                   | geen deelname          |                                       |
| 2011 | geen deelname    |                         |                   |                        |                                       |
| 2012 | geen deelname    |                         | geen deelname     |                        |                                       |
| 2013 |                  | geen deelname           |                   |                        | eerste ronde HWL 2012-13              |
| 2014 | geen deelname    |                         |                   | geen deelname          |                                       |
| 2015 |                  |                         |                   |                        | 36e HWL 2014-15                       |
| 2016 | geen deelname    |                         | geen deelname     |                        |                                       |
| 2017 |                  | 8e AC 2017 Kakamigahara |                   |                        | 30e HWL 2016-17                       |
| 2018 | geen deelname    |                         |                   | geen deelname          |                                       |
| 2019 |                  |                         |                   |                        | geen deelname                         |
| 2021 |                  |                         | geen deelname     |                        | geen deelname                         |
| 2022 |                  | 7e AC 2022 Muscat       |                   | geen deelname          | geen deelname                         |
| 2023 |                  |                         |                   |                        | geen deelname                         |
| 2024 |                  |                         | geen deelname     |                        | geen deelname                         |
| 2025 |                  |                         |                   |                        | geen deelname                         |